# Viharnik
Vihárnik je drevo, ki v visokogorju kljubuje vetru, mrazu in snegu. Razvije se na ekstremnih rastiščih in ima značilno obliko zaradi krošnje, ki je prilagojena posebnim obremenitvam. 
Na Koroškem rastejo smreke z desetimi in več vrhovi, ki kljubujejo bičanju vetra, teži snega in udarom strele.